# Августинович, Ян Тобиаш
Ян Тобиаш Августинович (пол.  Jan Tobiasz Augustynowicz; 24 ноября 1664, Львов — 22 декабря 1751, Львов, Русское воеводство, Королевство Польское) — священнослужитель, архиепископ львовский армянской католической церкви (1715—1751). Папский тайный советник (шамбелан). Граф.

## Биография
Родился в знатной армянской семье герба Одровонж. Его крёстным отцом был архиепископ Николай Торосович.
Обучался в Папском колегиум театинцев во Львове. 26 декабря 1688 года рукоположен в дьякона и 1 апреля 1689 года — в священники для служения во Львовской архиепархии.
С 1689 г. служил во львовской архиепархии армянской католической церкви, занимал ряд важных должностей, в том числе был деканом и кафедральным официалом. В 1709 году стал генеральным викарием архиепископа Вартана Гунаняна, в 1711 г. — избран суффраганом и 22 мая 1713 года — титулярным епископом Гимерии и епископом-коадъютором львовской Архиепархии армянской католической церкви с правом наследования.
В 1715 году после смерти архиепископа Вартана Гунаняна назначен Святым Престолом архиепископом латинским львовским армянского обряда.
Четыре года спустя получил от папы Климента XI титул графа и прелата (praelati domestici).
Энергично руководил вверенной ему Архиепархией.
Часто выезжал в места нахождения армянских приходов: в Польше в 1717 году, в Молдавии в 1729 г. Одобрил создание в 1715 г. братства Непорочного Зачатия Пресвятой Девы Марии во Львове
В 1728 г. реформировал армянский католический ритуал. В 1741—1745 г. руководил реконструкцией львовского Папского колегиума театинцев, а в 1748—1750 г. — армянского кафедрального собора, после того, как страшный пожар уничтожил их.
Частично парализованный в 1744 году, он продолжал служить в качестве архиепископа.
Умер 1751 г. в возрасте 87 лет, пожертвовав значительную часть своего состояния на цели благотворительности. Похоронен в подвалах армянского кафедрального собора во Львове.